# New Metroland

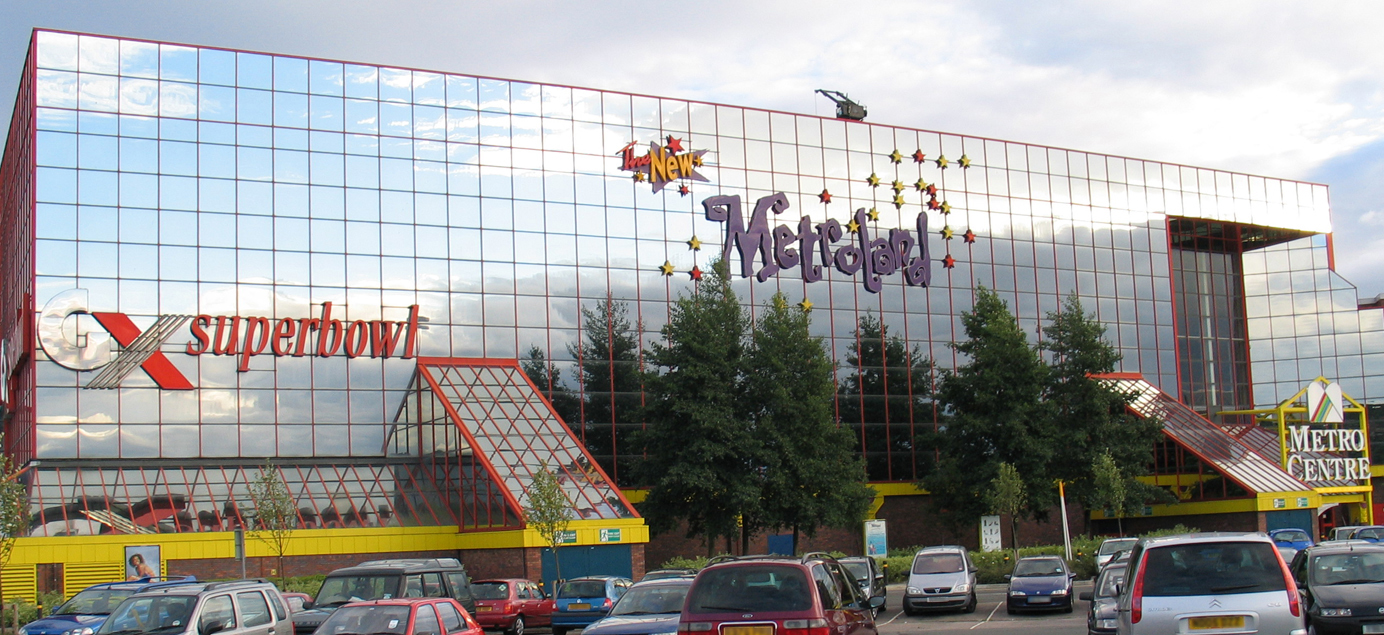
Entrée du parc

Le New Metroland est un parc d'attractions couvert faisant partie du grand centre commercial et complexe de détente MetroCentre situé à Gateshead, Angleterre du Nord-Est. L’entrée dans le parc est gratuite, les visiteurs paient uniquement les attractions qu’ils veulent essayer. Il existe également un système de pass permettant l’accès à toutes les attractions.

## Histoire
Ouvert depuis février 1988 sous le nom Metroland, le parc est renommé New Metroland à la suite de la rénovation par Arlington Leisure en 1996.

## Le parc d'attractions
- The New Rollercoaster - Montagnes russes Zierer
- Disco Dodgems - Autos tamponneuses
- Swashbuckling Ship - bateau à bascule
- Whirling Waltzer, waltzer
- Wonderful Wave-Swinger - Chaises volantes
- Beautiful Balloons - Balloon Race
- Fab Fighters
- Happy Helicopters
- Terrific Train
- Jungle Jeeps
- Adventure Play Area - Aire de jeux
- Super Safari - Carrousel